# الفالكون وجندي الشتاء
الصقر وجندي الشتاء (بالإنجليزية: The Falcon and the Winter Soldier) هو مسلسل تلفزيوني أمريكي قصير من إنتاج مالكولم سبيلمان لخدمة البث ديزني+، مقتبس من قصص مارفل المصورة، ويشارك في بطولته شخصيتا سام ويلسون (فالكون) وباكي بارنز (جندي الشتاء).وهو ثاني مسلسل تلفزيوني من إنتاج استوديوهات مارفل في عالم مارفل السينمائي (MCU)، ويشارك الإستمرارية مع أفلام السلسلة، وتدور أحداثه بعد ستة أشهر من تولي سام ويلسون دور كابتن أمريكا في فيلم المنتقمون: نهاية اللعبة (2019). يتعاون ويلسون مع باكي بارنز لإيقاف المناهضين للوطنية الذين يعتقدون أن العالم كان أفضل خلال فترة الوميض. شغل سبيلمان منصب الكاتب الرئيسي للمسلسل، و أخرجه كاري سكوجلاند. يعيد سيباستيان ستان وأنتوني ماكي تمثيل أدوارهما الخاصة في دور بارنز وويلسون من سلسلة الأفلام، مع وايت راسل وإيرين كيليمان وداني راميريز وجورج سانت بيير وأديبيرو أودوي ودون تشيدل ودانيال برول وإميلي فان كامب وفلورنس كاسومبا وجوليا لويس دريفوس أيضًا من بطولة الفيلم.
بحلول سبتمبر 2018، كانت استوديوهات مارفل تطور العديد من المسلسلات المحدودة لـ ديزني+ تركز على الشخصيات الداعمة من أفلام عالم مارفل السينمائي، مثل ويلسون وبارنز. تم تعيين سبيلمان في أكتوبر واختار التركيز على القضايا العنصرية والسياسية التي أثارها ويلسون، وهو رجل أسود، عند تسليمه درع كابتن أمريكا في نهاية فيلم نهاية اللعبة. تم الإعلان عن المسلسل في أبريل 2019، عندما تم تأكيد أن ستان وماكي سيشاركان في البطولة. تم تعيين سكوجلاند للإخراج في الشهر التالي. بدأ التصوير في أكتوبر 2019 في أتلانتا، جورجيا، قبل أن ينتقل إلى جمهورية التشيك في مارس 2020. توقف الإنتاج بسبب جائحة كوفيد-19، لكنه استؤنف في أتلانتا في سبتمبر قبل أن ينتهي في جمهورية التشيك في أكتوبر.
عُرض مسلسل "الصقر وجندي الشتاء" لأول مرة في 19 مارس 2021، واستمر لست حلقات حتى 23 أبريل. وهو جزء من المرحلة الرابعة من عالم مارفل السينمائي. حاز المسلسل على تقييمات إيجابية، حيث أشاد النقاد بالتناغم بين الممثلين والجانب الاجتماعي للمسلسل، لكنهم انتقدوا إيقاعه. وحصد المسلسل العديد من الجوائز، بما في ذلك خمسة ترشيحات لجوائز إيمي برايم تايم. ويستكمل فيلم "كابتن أمريكا: عالم جديد شجاع" (2025) قصة ويلسون من المسلسل.

## الملخص
بعد ستة أشهر من تسليمه عباءة كابتن أمريكا في نهاية فيلم المنتقمون: نهاية اللعبة (2019)، يتعاون سام ويلسون مع باكي بارنز في مهمة عالمية لوقف مجموعة مناهضة للوطنية (محطمو الأعلام)، الذين تم تعزيزهم بإعادة إنشاء مصل الجندي الخارق ويعتقدون أن العالم كان أفضل خلال الومضة (فترة تفكك نصف الكائنات الحية في الكون).

## الممثلون و الشخصيات
سيباستيان ستان بدور باكي بارنز / جندي الشتاء: جندي مُحسّن وصديق ستيف روجرز / كابتن أمريكا المقرب خلال أربعينيات القرن الماضي. يُفترض أنه قُتل في معارك الحرب العالمية الثانية، لكنه عاد إلى الظهور في الوقت الحاضر كقاتل مغسول الدماغ. أُزيلت برمجته لاحقًا، وتعاني الشخصية الآن من أزمة هوية. أوضح ستان أن بارنز سيعاني من ماضيه القاتل، بينما يتكيف في الوقت نفسه مع الحياة في القرن الحادي والعشرين بدون روجرز، بعد نهاية فيلم المنتقمون: نهاية اللعبة (2019).
أنتوني ماكي بدور سام ويلسون / فالكون / كابتن أمريكا: منتقم ومنقذ جوي سابق تدرب على القتال الجوي باستخدام حقيبة أجنحة مصممة خصيصًا. تسلّم ويلسون درع كابتن أمريكا من روجرز في نهاية فيلم "نهاية اللعبة"، ويتوسع المسلسل في هذه اللحظة لاستكشاف تداعيات منح رجل أسود هذا الدرع. في البداية، استمر ويلسون في استخدام لقب فالكون فقط في المسلسل، وقال ماكي إن القصة ستصور الدرع على أنه عبء على الشخصية. وأضاف أن ويلسون يتساءل كيف "يمكن لرجل أسود أن يمثل بلدًا لا يمثله".  في النهاية، تولى ويلسون الدرع ليصبح كابتن أمريكا الجديد. كان ماكي مترددًا بشأن المسلسل، إذ شعر أنه لن يضاهي جودة أفلام عالم مارفل السينمائي، ولم يرغب في أن يقود ممثل أسود أول فشل لمارفل، لكنه اقتنع بالنصوص.
وايت راسل بدور جون ووكر / كابتن أمريكا / عميل أمريكا: كابتن مخضرم في قوات رينجرز التابعة للجيش الأمريكي، وكابتن أمريكا الجديد الذي اختارته الحكومة الأمريكية. يحاول الانضمام إلى ويلسون وبارنز في معركتهما، ويعتقد أنه تجسيد أفضل للقيم الأمريكية من روجرز. بعد تجريده من لقب كابتن أمريكا، مُنح ووكر لقب "عميل الولايات المتحدة" من قِبل فالنتينا أليجرا دي فونتين. أضاف المنتج التنفيذي كيفن فيج أن رجلاً أبيض، يُدعى راسل، اختير خصيصًا لدور كابتن أمريكا الجديد، كإشارة إلى أن الحكومة الأمريكية لا ترغب في أن يتولى رجل أسود مثل ويلسون هذا الدور.
إيرين كيليمان بدور كارلي مورغنثاو: قائدة جماعة "محطمو الأعلام" المناهضة للوطنية، الذين تم تعزيزهم بإعادة إنتاج مصل الجندي الخارق، ويعتقدون أن العالم كان أفضل خلال فترة "الومضة"، ويناضلون من أجل فتح الحدود الوطنية.
داني راميريز بدور خواكين توريس: ملازم أول في القوات الجوية الأمريكية، يعمل كمساعد لويلسون، ويُحقق في قضية "مُحطمي الأعلام".
جورج سانت بيير بدور جورج باتروك: مرتزق وقائد عصابة "إل إيه إف" الإجرامية.
أديبيرو أودوي بدور سارة ويلسون: شقيقة سام التي تُدير شركة صيد الأسماك لعائلة ويلسون في لويزيانا. تُمثل سارة حياة سام التي نشأت في الجنوب، وقد أُدرجت في المسلسل لتكون لها آراء قوية ولعبت دورًا في اختيار سام لتولي دور كابتن أمريكا. شعرت أودوي أن علاقة الشقيقين هي جوهر المسلسل. استعانت بقصة شخصيتها في القصص المصورة، بالإضافة إلى قصتها الخلفية، في نصوص المسلسل.
دون تشيدل بدور جيمس "رودي" رودس: ضابط في القوات الجوية الأمريكية ومنتقم. أوضح سكوجلاند أن رودس يلعب دور المرشد لويلسون في المسلسل، حيث يُعطيه أسبابًا مؤيدة ومعارضة لتولي دور كابتن أمريكا.
دانيال برول بدور هيلموت زيمو: بارون سوكوفيان كان مسؤولاً عن تفكيك المنتقمون في فيلم كابتن أمريكا: الحرب الأهلية (2016). يقدم المسلسل قناع زيمو الأرجواني التقليدي من القصص المصورة، والذي كان برول متحمسًا لارتدائه؛ شعر وكأنه بارون يرتدي الزي المحدث، مما يشير إلى نسخة البارون زيمو الأرستقراطية للشخصية من القصص المصورة. كان برول سعيدًا بالعودة إلى الدور واستمتع بروح الدعابة المتزايدة للشخصية، مضيفًا أن المسلسل بدا معروفًا وجديدًا بالنسبة له مقارنةً بفيلم الحرب الأهلية. كان سكوجلاند متحمسًا لاستكشاف تعقيد زيمو بعد المكان المظلم الذي تركه فيه فيلم الحرب الأهلية، حيث يُظهر المسلسل أنه فقد كل شيء ويدفع ثمن جرائمه. قال سبيلمان إن المسلسل سيستكشف قصة أصل زيمو ويُظهر كيف ترى الشخصية نفسها كبطل.
إميلي فانكامب بدور شارون كارتر / سمسارة السلطة: عميلة سابقة في شيلد ووكالة المخابرات المركزية، وابنة أخت بيغي كارتر، التي أصبحت الزعيمة الإجرامية لمادريبور والمعروفة باسم سمسارة السلطة، بعد هروبها منذ آخر مرة شوهدت فيها في الحرب الأهلية. حاول أنتوني وجو روسو وكريستوفر ماركوس وستيفن ماكفيلي، مخرجو وكتاب فيلمي "المنتقمون: الحرب اللانهائية" (2018) و"نهاية اللعبة"، دمج شخصية كارتر في تلك الأفلام عدة مرات، لكنهم لم يفعلوا ذلك في النهاية، نظرًا للعدد الهائل من الشخصيات الأخرى التي ظهرت بالفعل. عندما بدأ تطوير مسلسل "الصقر وجندي الشتاء"، أصبح المكان الذي ستكمل فيه استوديوهات مارفل قصة الشخصية بعد فيلم "الحرب الأهلية".
فلورنس كاسومبا بدور أيو: عضو في دورا ميلاجي، القوات الخاصة النسائية في واكاندا.
جوليا لويس دريفوس بدور فالنتينا أليجرا دي فونتين: كونتيسة تلتقي بووكر وتمنحه لقب العميل الأمريكي. وصف المنتج التنفيذي نيت مور فونتين بأنها نسخة مضحكة ولكنها أكثر قتامة من نيك فيوري التي لديها أسرار وتعمل في "المنطقة الرمادية الأخلاقية"، كما وصفها فيج بأنها في "وضع التجنيد".

## الاستقبال
أعلنت ديزني+ أن الحلقة الأولى، "النظام العالمي الجديد"، كانت العرض الأول الأكثر مشاهدةً لمسلسل على الإطلاق في عطلة نهاية الأسبوع الافتتاحية (من 19 إلى 22 مارس 2021)، قبل العرض الأول لمسلسلي واندا فيجن والموسم الثاني من ذا ماندالوريان. إضافةً إلى ذلك، كان مسلسل "الصقر والجندي الشتوي" هو المسلسل الأكثر مشاهدةً عالميًا لتلك الفترة على ديزني+، بما في ذلك في أسواق ديزني+ هوت ستار.

## روابط خارجية
- الموقع الرسمي
- الفالكون وجندي الشتاء على موقع IMDb (الإنجليزية)
- الفالكون وجندي الشتاء على موقع ميتاكريتيك (الإنجليزية)
- الفالكون وجندي الشتاء على موقع روتن توميتوز (الإنجليزية)
- الفالكون وجندي الشتاء على موقع فيلمافينيتي (الإسبانية)
- الفالكون وجندي الشتاء على موقع كينوبويسك (الروسية)
- الفالكون وجندي الشتاء على موقع ألو سيني (الفرنسية)
- الفالكون وجندي الشتاء على موقع ميوزك برينز (الإنجليزية)
- الفالكون وجندي الشتاء على موقع قاعدة بيانات الفيلم (الإنجليزية)